# Alexander Bürkle (Toxikologe)
Alexander Bürkle (* 7. Mai 1957 in Offenburg) ist ein deutscher Humanmediziner und Toxikologe und Hochschullehrer für Molekulare Toxikologie sowie Organist und Kirchenmusiker am Reichenauer Münster St. Maria und Markus.

## Leben
Alexander Bürkle studierte Humanmedizin an der Albert-Ludwigs-Universität Freiburg, wo er 1982 zum Dr. med. bei dem späteren Nobelpreisträger Harald zur Hausen promoviert wurde. Er war Stipendiat der Studienstiftung des deutschen Volkes. 1982 legte er sein medizinisches Staatsexamen ab und wurde als Arzt approbiert. 1982 bis 1984 leietste er als Stabsarzt seinen Grundwehrdienst.
Er war von 1984 bis 2000 als Postdoktorand am Deutschen Krebsforschungszentrum Heidelberg bei Harald zur Hausen tätig, ab 1987 als Gruppenleiter. 1995 wurde er an der Ruprecht-Karls-Universität Heidelberg habilitiert und erhielt die Venia legendi für „Toxikologie und Chemotherapie“ an der Universität Heidelberg. Von 2000 bis 2002 war er Senior Lecturer am Department of Gerontology an der University of Newcastle upon Tyne in Großbritannien.
2002 erhielt er einen Ruf auf die Professur für Molekulare Toxikologie im Fachbereich Biologie an der Universität Konstanz. Von 2003 bis 2006 war Bürkle Fachbereichssprecher Biologie an der Universität Konstanz. Seit 2010 ist er Mitglied des Senats der Universität Konstanz sowie auch Vertrauensdozent der Studienstiftung des Deutschen Volkes. Seit 2004 ist er Vertrauensdozent für das Kuratorium der Nobelpreisträgertagung Lindau.
Bürkle engagiert sich seit 2009 im Vorstand der Deutschen Gesellschaft für Toxikologie und ist Mitglied des Fachkollegiums Medizin der Deutschen Forschungsgemeinschaft sowie Mitglied des erweiterten Vorstands der Deutschen Gesellschaft für DNA-Reparaturforschung (DGDR).
Forschungsschwerpunkt sind die Zusammenhänge zwischen den Funktionen der DNA-Reparatur und dem Alterungsprozess sowie der Krebsentstehung. 2011 wurde er mit dem GT-Toxicology-Preis für seine Forschung zur biochemischen Wirkung des Enzyms „Poly[ADP-Ribose]Polymerase“ (PARP), das die Erbgutreparatur beeinflusst, ausgezeichnet. Ebenso erhielt er 2011 den Ursula M. Händel Tierschutzpreis der DFG. 2008 war er Keynote Lecturer am 17th International Symposium on Poly(ADP-ribosyl)ation in Tucson AZ, USA. Bereits 2007 hatte er die Co-Chair an der Gordon Conference “Biology of Aging” in Les Diablerets, Schweiz inne.
Bürkle hat über 100 Publikationen und wissenschaftlichen Arbeiten veröffentlicht (PubMed-Suche: Bürkle-A NOT technician NOT Burger). Er ist Mitglied in den Editorial Boards von Mechanisms of Ageing and Development (Associate Editor), Current Gerontology and Geriatrics Research (Associate Editor) und  Biological Chemistry.
Er ist Organist und Kirchenmusiker am Münster St. Maria und Markus auf der Klosterinsel Reichenau-Mittelzell und Organisator der Konzertreihe der "Augia-Konzerte".